# Leporacanthicus galaxias
Leporacanthicus galaxias es una especie de peces de la familia Loricariidae en el orden de los Siluriformes.

## Morfología
• Los machos pueden llegar alcanzar los 21,1 cm de longitud total.

## Hábitat
Es un pez de agua dulce y de clima tropical.

## Distribución geográfica
Se encuentran en Sudamérica: afluentes meridionales de los ríos  Amazonas,  Madeira,  Tocantins y  Guam. También está presente en la cuenca del río Ventuari ( cuenca del río Orinoco ).